# Punto critico (romanzo)
Punto critico (Airframe) è un romanzo di Michael Crichton pubblicato nel 1996.
La storia ha come protagonista Casey Singleton, vicepresidente dell'azienda aerospaziale Norton Aircraft, alle prese con un'inchiesta riguardante un incidente aereo in cui è coinvolto un velivolo della sua azienda.
I principali temi sono la sicurezza degli aerotrasporti e il ruolo della stampa in rapporto alle società. Il libro riporta anche dati riguardanti gli incidenti aerei, alcuni documenti sulla loro progettazione e la loro sicurezza e alcune brevi teorie inerenti alle parti strutturali dei velivoli.

## Trama
Il volo 545 della Transpacific Airlines decollato da Hong Kong e diretto a Los Angeles ha incontrato gravi turbolenze in cielo ed è stato costretto ad un atterraggio di emergenza a Los Angeles a causa di tre decessi e cinquantasei feriti.
Le ragioni dell'incidente sono sconosciute poiché le turbolenze incontrate in volo non giustificherebbero la rapida perdita di quota dell'aeromobile che il pilota ha avuto difficoltà ad arrestare. L'aereo è un N-22 della Norton Aircraft, un modello che non aveva mai dato seri problemi agli ingegneri; d'altro canto il pilota aveva moltissime ore di volo alle spalle, rendendo così improbabile la possibilità dell'errore umano. La causa più realistica è quindi il guasto tecnico e un problema già riscontrato in fase di progettazione ma che sembrava risolto. L'incidente avviene nel periodo peggiore per la Norton, dato che si sta concludendo un importantissimo affare con una compagnia cinese per la vendita di un ingente numero di N-22. Questo incidente mette in serio dubbio l'affare a vantaggio della concorrenza. Con solo una settimana di tempo a disposizione, Casey Singleton dovrà scoprire le vere cause dell'incidente, salvando il suo posto di lavoro ed il futuro dell'intera compagnia, in un'ardua lotta contro il tempo e avvocati senza scrupoli.

## Protagonisti
- Casey Singleton: vice presidente della compagnia
- Doug Doherty: ingegnere strutturale e meccanico
- Nguyen Van Trung: ingegnere avionico
- Kenny Burne: ingegnere motorista
- Ron Smith: ingegnere elettronico
- Mike Lee: rappresentante della Norton
- Barbara Ross: segretaria della IRT
- John Marder: amministratore delegato della Norton
- Harold Edgarton: presidente della Norton
- Bob Richman: assistente di Casey Singleton

## Edizioni
- (EN) Michael Crichton, Airframe, 1ª ed., New York, Alfred A. Knopf, 1996, ISBN 978-0-679-44648-4.
- Michael Crichton, Punto critico, traduzione di Paola Bertante, Milano, Garzanti, 1997.
- Michael Crichton, Punto critico, traduzione di Paola Bertante, Milano, Euroclub, 1998.
- Michael Crichton, Punto critico, traduzione di Paola Bertante, Elefanti bestseller, Milano, Garzanti, 2008, ISBN 9788811681090.